# Wülknitz (Saksonia)
Wülknitz – miejscowość i gmina w Niemczech, w kraju związkowym Saksonia, w okręgu administracyjnym Drezno, w powiecie Miśnia, wchodzi w skład wspólnoty administracyjnej Röderaue-Wülknitz.